# مانو گارسیا (بازیکن فوتبال زاده ۱۹۹۱)
مانو گارسیا (انگلیسی: Manu García؛ زادهٔ ۱۱ فوریهٔ ۱۹۹۱) بازیکن فوتبال اهل اسپانیا است.
از باشگاه‌هایی که در آن بازی کرده‌است می‌توان به باشگاه فوتبال اکسترمادورا اشاره کرد.